# Двадцатипятицентовики пятидесяти штатов
Двадцатипятицентовики пятидесяти штатов (англ. 50 State Quarters) — программа по выпуску Монетным двором США серии памятных монет номиналом в 25 центов (квотер, одна четвёртая часть доллара, четверть доллара, четвертак). Выпуск монет происходил между 1999 и 2008 годами и предназначался для показа одной из отличительных особенностей каждого из 50 штатов на реверсе четвертаков. В 2009 году вышел дополнительный тираж для Округа Колумбия и пяти подчинённых США территорий.

## Программа «Двадцатипятицентовики пятидесяти штатов»
В процессе реализации проекта новый четвертак выпускался Монетным двором США каждую 1/5 года (73 дня); 5 вариантов исполнения (по одному на штат) каждый год. На реверсе каждой монеты один из 50 штатов прославляется изображением сцены из его уникальной истории, традиций и символов. Варианты рисунков для монеты обычно создаются жителями штата и окончательный вариант выбирается правительством штата. Четвертаки выпускаются в том же порядке, в котором происходило вхождение штатов в союз. Аверс каждого четвертака несколько изменён по сравнению с предыдущим вариантом.

## Выпуск монет для не-штатов
Согласно первоначальному закону 1997 года, который разрешил программу 50 State Quarters, если бы федеральный округ, или любая из территорий или Содружества наций, стали штатами до 2009 года, то в честь нового штата в 2009 году отчеканили бы свою монету. Однако некоторые подчинённые Соединённым Штатам территории (в частности Гуам и Пуэрто-Рико) попросили для себя отдельные четвертаки, хоть они и не являются штатами. Закон о продлении программы ещё на один год был проведён пять раз в Конгрессе США в течение 2006—2007 годов. В декабре 2007 года президентом Джорджем Бушем был подписан закон, по которому в 2009 году в рамках программы были выпущены шесть дополнительных монет. Они посвящены Округу Колумбия и подчинённым США территориям — Пуэрто-Рико, Виргинским островам, Американскому Самоа, Гуаму и Северным Марианским островам.

## Коллекционирование

Коллекционный альбом

Американский Монетный двор проектировал серию четвертьдолларовых монет не как потенциально ценный предмет коллекционирования, а как способ поощрить интерес к американским монетам (которые видели не так уж много изменений в дизайне за последние 50 лет и за всё время чеканки в целом). Монеты выпускаются большими тиражами, и редкими их никак не назовешь. Однако некоторые отдельные монеты вызвали очень большой интерес у нумизматов. В частности, это монеты штата Висконсин, на которых были обнаружены многочисленные ошибки чеканки. Монета штата Миннесота с отчеканенными «лишними» деревьями тоже вызвала интерес у коллекционеров. На некоторых монетах штата Канзас была обнаружена опечатка на аверсе — был неправильно написан геральдический девиз — «In God We Rust» (вместо «In God We Trust»). Также ценятся монеты данной серии, выполненные в серебре — они отчеканены небольшими тиражами. Впрочем, данная серия монет стала одной из самых популярных программ по выпуску памятных монет в истории Соединенных Штатов. По оценкам Монетного двора США, более ста миллионов людей имеют коллекции из четвертаков.

## Пошлина на право чеканки монет
Пошлина на право чеканки монет — прибыль, получаемая правительством при выпуске новых банкнот или монет. Пошлина, получаемая из монет, является результатом различия между номинальной стоимостью монеты и фактическими расходами на её создание, выпуск в обращение и выведение из него.
Пошлина за право чеканки монет — важный источник дохода для некоторых национальных банков. Американское правительство обнаружило, что большое количество монет новой серии выведено из обращения в результате того, что множество людей стало собирать коллекции этих монет. В результате этого правительство получает прибыль всякий раз, когда кто-нибудь приобретает монеты не для продолжения обращения, а «в копилку».
Американское Казначейство оценивает текущий доход от пошлины на чеканку 25-центовых монет приблизительно в 4,6 миллиардов долларов.

## Обзор серии

### Штаты США (1999—2008)
| Штат              | Дата выпуска (Дата присоединения) | Тираж         | Дизайн                      | Описание изображения |
| ----------------- | --------------------------------- | ------------- | --------------------------- | --- |
| Делавэр           | 1 января 1999 (7 декабря 1787)    | 774 824 000   | Четвертак Делавэра          | Портрет Сизара Родни на лошади. Надписи: «The First State» (с англ. — «Первый штат»), «Caesar Rodney» (с англ. — «Цезарь Родни»). |
| Пенсильвания      | 8 марта 1999 (12 декабря 1787)    | 707 332 000   | Четвертак Пенсильвании      | Статуя «Содружество наций», контуры штата, замковый камень. Надпись: «Virtue, Liberty, Independence» (с англ. — «Достоинство, Свобода, Независимость»). |
| Нью-Джерси        | 17 мая 1999 (18 декабря 1787)     | 662 228 000   | Четвертак Нью-Джерси        | Фрагмент картины Эмануэля Лойце «Вашингтон пересекает Делавэр» с изображениями Джорджа Вашингтона и Джеймса Монро (держит флаг). Надпись: «Crossroads of the Revolution» (с англ. — «Перекрёсток революции»).                                                                                |
| Джорджия          | 19 июля 1999 (2 января 1788)      | 939 932 000   | Четвертак Джорджии          | Персик, ветви виргинского дуба, контуры штата. Лента с надписью: «Wisdom, Justice, Moderation» (с англ. — «Мудрость, Правосудие, Умеренность»). |
| Коннектикут       | 12 октября 1999 (9 января 1788)   | 1 346 624 000 | Четвертак Коннектикута      | Изображение Дуба Хартии. Надпись: «The Charter Oak» (с англ. — «Дуб Хартии»). |
| Массачусетс       | 3 января 2000 (6 февраля 1788)    | 1 163 784 000 | Четвертак Массачусетса      | Статуя Минитмен, контуры штата. Надпись: «The Bay State» (с англ. — «Штат у залива»). |
| Мэриленд          | 13 марта 2000 (28 апреля1788)     | 1 234 732 000 | Четвертак Мэриленда         | Купол здания парламента Мэриленда, ветки белого дуба. Надпись: «The Old Line State» (с англ. — «Штат старой границы»). |
| Южная Каролина    | 22 мая 2000 (23 мая 1788)         | 1 308 784 000 | Четвертак Южной Каролины    | Каролинский крапивник, гельземий вечнозелёный, сабаль пальмовидный, контуры штата. Надпись: «The Palmetto State» (с англ. — «Штат Пальметто»). |
| Нью-Гэмпшир       | 7 августа 2000 (21 июня 1788)     | 1 169 016 000 | Четвертак Нью-Гэмпшира      | Старик-гора, девять звёзд (как символ 9-го штата конфедерации). Надписи: «Old Man of the Mountain» (с англ. — «Старик горы»), «Live Free or Die» (с англ. — «Жить свободным или умереть» — девиз штата).                                                                                     |
| Виргиния          | 16 октября 2000 (25 июня 1788)    | 1 594 616 000 | Четвертак Виргинии          | Корабли Susan Constant, Godspeed, Discovery (англ.). Надписи: «Jamestown, 1607—2007» (с англ. — «Джеймстаун, 1607–2007»), «Quadricentennial» (с англ. — «Четырёхсотлетие») |
| Нью-Йорк          | 2 января 2001 (26 июля 1788)      | 1 275 040 000 | Четвертак штата Нью-Йорк    | Статуя Свободы, одиннадцать звёзд, контуры штата, реки Гудзон, канала Эри. Надпись: «Gateway to Freedom» (с англ. — «Шлюз к свободе»). |
| Северная Каролина | 12 марта 2001 (21 ноября 1789)    | 1 055 476 000 | Четвертак Северной Каролины | Аэроплан «Флайер-1», Уилбур и Орвилл Райт. Надпись: «First Flight» (с англ. — «Первый полёт») |
| Род-Айленд        | 21 мая 2001 (29 мая 1790)         | 870 100 000   | Четвертак Род-Айленда       | Старинная яхта в заливе Наррагансетт, на заднем плане — автомобильный мост через залив, соединяющий Ньюпорт и Джеймстаун. Надпись: «The Ocean State» (с англ. — «Океанский штат»). |
| Вермонт           | 6 августа 2001 (4 марта 1791)     | 882 804 000   | Четвертак Вермонта          | Сбор сока кленовых деревьев на фоне горы Горб Верблюда. Надпись: «Freedom and Unity» (с англ. — «Свобода и единство»). |
| Кентукки          | 15 октября 2001 (1 июня 1792)     | 723 564 000   | Четвертак Кентукки          | Фигура скаковой лошади за оградой на фоне старинного здания (в этом доме Стивен Фостер в 1853 написал гимн штата — «My Old Kentucky Home»). Надпись: «My Old Kentucky Home» (с англ. — «Мой старый дом Кентукки»).                                                                           |
| Теннесси          | 2 января 2002 (1 июня 1796)       | 648 068 000   | Четвертак Теннесси          | Скрипка, труба, гитара, нотная тетрадь, три звезды. Лента с надписью: «Musical Heritage» (с англ. — «Музыкальное наследие»). |
| Огайо             | 18 марта 2002 (1 марта 1803)      | 632 032 000   | Четвертак Огайо             | «Флайер-1», космический скафандр, контуры штата. Надпись: «Birthplace of Aviation Pioneers» (с англ. — «Родина пионеров авиации»). |
| Луизиана          | 30 мая 2002 (30 апреля 1812)      | 764 204 000   | Четвертак Луизианы          | Пеликан, труба с нотами, контуры Луизианской покупки на карте США. Надпись: «Louisiana Purchase» (с англ. — «Луизианская покупка»). |
| Индиана           | 2 августа 2002 (11 декабря 1816)  | 689 800 000   | Четвертак Индианы           | Индикар, контуры штата, 19 звёзд. Надпись: «Crossroads of America» (с англ. — «Перекресток Америки»). |
| Миссисипи         | 15 октября 2002 (10 декабря 1817) | 579 600 000   | Четвертак Миссисипи         | Два цветка магнолии — символ штата. Надпись: «The Magnolia State» (с англ. — «Штат магнолий»). |
| Иллинойс          | 2 января 2003 (3 декабря 1818)    | 463 200 000   | Четвертак Иллинойса         | Молодой Авраам Линкольн; силуэт фермы; очертания Чикаго на фоне неба; контуры штата; 21 звезда (11 по левому краю и 10 — по правому). Надписи: «Land of Lincoln» (с англ. — «Земля Линкольна»), «21st state/century» (с англ. — «21-й штат/век»).                                            |
| Алабама           | 17 марта 2003 (14 декабря 1819)   | 457 400 000   | Четвертак Алабамы           | Портрет Элен Келлер, сидящей на стуле, с книгой на коленях. Края монеты обрамлены веткой сосны и цветами магнолии. Рядом с портретом надпись — «Элен Келлер» на английском языке и шрифтом Брайля. Ниже портрета изображена лента с надписью «Spirit of Courage» (с англ. — «Дух смелости»). |
| Мэн               | 2 июня 2003 (15 марта 1820)       | 448 800 000   | Четвертак штата Мэн         | Проходящий мимо Пемаквидкского маяка парусный корабль. |
| Миссури           | 4 августа 2003 (10 августа 1821)  | 453 200 000   | Четвертак Миссури           | Лодка Мериуэдера Льюиса и Уильяма Кларка, возвращающаяся вниз по реке Миссури через арку «Gateway Arch». Надпись: «Corps of Discovery 1804—2004» (с англ. — «Корпус открытий 1804–2004»). |
| Арканзас          | 20 октября 2003 (15 июня 1836)    | 457 800 000   | Четвертак Арканзаса         | Стебли риса, бриллиант, летящая над озером дикая утка. |
| Мичиган           | 26 января 2004 (26 января 1837)   | 459 600 000   | Четвертак Мичигана          | Контуры штата и системы Великих озёр. Надпись: «Great Lakes State» (с англ. — «Штат Великих озёр»). |
| Флорида           | 29 марта 2004 (3 марта 1845)      | 481 800 000   | Четвертак Флориды           | Испанский галеон, сабаловая пальма, Спейс Шаттл. Надпись: «Gateway to Discovery» (с англ. — «Путь к открытиям»). |
| Техас             | 1 июня 2004 (29 декабря 1845)     | 541 800 000   | Четвертак Техаса            | Контуры штата, звезда, верёвка. Надпись: «The Lone Star State» (с англ. — «Штат одинокой звезды»). |
| Айова             | 30 августа 2004 (28 декабря 1846) | 465 200 000   | Четвертак Айовы             | Здание школы, учитель и ученики сажают дерево. Надписи: «Foundation in Education» (с англ. — «Фундамент в образовании»), «Grant Wood». |
| Висконсин         | 25 октября 2004 (29 мая 1848)     | 453 200 000   | Четвертак Висконсина        | Голова коровы, голова сыра и початок кукурузы. Лента с надписью: «Forward» (с англ. — «Вперёд»). |
| Калифорния        | 31 января 2005 (9 сентября 1850)  | 520 400 000   | Четвертак Калифорнии        | Джон Мьюр на фоне гранитной скалы Хаф-Доум в Йосемитской долине. В небе парит калифорнийский кондор. Надписи: «John Muir» (Джон Мьюр), «Yosemite Valley» (с англ. — «долина Йосемити»). |
| Миннесота         | 4 апреля 2005 (11 мая 1858)       | 488 000 000   | Четвертак Миннесоты         | Полярная гагара, рыбаки, карта штата. Надпись: «Land of 10,000 Lakes» (с англ. — «Земля 10000 озёр») |
| Орегон            | 6 июня 2005 (14 февраля 1859)     | 720 200 000   | Четвертак Орегона           | Озеро Крейтер. Надпись: «Crater Lake» (с англ. — «озеро Крейтер»). |
| Канзас            | 29 августа 2005 (29 января 1861)  | 563 400 000   | Четвертак Канзаса           | Американский бизон, стоящий на поле с подсолнухами. |
| Западная Виргиния | 14 октября 2005 (20 июня 1863)    | 721 600 000   | Четвертак Западной Виргинии | Мост через Нью-Ривер. Надпись: «New River Gorge» (с англ. — «Ущелье Нью-Ривер»). |
| Невада            | 31 января 2006 (31 октября 1864)  | 589 800 000   | Четвертак Невады            | Тройка диких мустангов на фоне горы и восходящего солнца. Края монеты обрамляют веточки полыни. Лента с надписью: «The Silver State» (с англ. — «Серебряный штат»). |
| Небраска          | 3 апреля 2006 (1 марта 1867)      | 591 000 000   |                             | Вол, тянущий закрытый фургон с пионерами-поселенцами. На заднем плане — гора Чимни-Рок и солнце в зените. Надпись: «Chimney Rock» |
| Колорадо          | 14 июня 2006 (1 августа 1876)     | 569 000 000   |                             | Скалистые горы с вечнозелёными деревьями. Лента с надписью: «Colorful Colorado» (с англ. — «Красочный Колорадо»). |
| Северная Дакота   | 28 августа 2006 (2 ноября 1889)   | 664 800 000   |                             | Бизоны, бедленд. |
| Южная Дакота      | 6 ноября 2006 (2 ноября 1889)     | 510 800 000   |                             | Мемориал «Маунт-Рашмор», края монеты обрамлены колосьями пшеницы. Сверху — китайский фазан в полёте. |
| Монтана           | 29 января 2007 (8 ноября 1889)    | 495 040 000   |                             | В центре — череп бизона, Скалистые горы и река Миссури на заднем плане. Надпись: «Big Sky Country» (с англ. — «Страна большого неба»). |
| Вашингтон         | 11 апреля 2007 (11 ноября 1889)   | 545 200 000   |                             | Выпрыгивающий из реки лосось; на заднем плане — вулкан Рейнир. Надпись: «The Evergreen State» (с англ. — «Вечнозеленый штат»). |
| Айдахо            | 5 июня 2007 (3 июля 1890)         | 581 400 000   |                             | Сапсан и контуры штата. Надпись: «Esto perpetua» (лат. Да будет так навеки — девиз штата). |
| Вайоминг          | 4 сентября 2007 (10 июля 1890)    | 564 400 000   |                             | Силуэт объездчика на диком скакуне. Надпись: «The Equality State» (с англ. — «Штат равенства»). |
| Юта               | 5 ноября 2007 (4 января 1896)     | 508 200 000   | Четвертак Юты               | Золотой костыль и два локомотива, символизирующие завершение прокладки Первой трансконтинентальной железной дороги США. Надпись: «Crossroads of the West» (с англ. — «Перекрёсток Запада»).                                                                                                  |
| Оклахома          | 28 января 2008 (16 ноября 1907)   | 416 600 000   | Четвертак Оклахомы          | Хвостатая мухоловка — символ штата Оклахома, на заднем плане — подсолнухи. |
| Нью-Мексико       | 7 апреля 2008 (6 января 1912)     | 488 600 000   | Четвертак Нью-Мексико       | Контуры штата, флаг штата с символом Солнца. Надпись: «Land of Enchantment» (с англ. — «Земля очарования») |
| Аризона           | 11 июня 2008 (14 февраля 1912)    | 509 600 000   | Четвертак Аризоны           | Большой Каньон, Гигантский цереус. Надпись: «Grand Canyon State» (с англ. — «Штат Большого каньона»). |
| Аляска            | 23 августа 2008 (3 января 1959)   | 505 800 000   | Четвертак Аляски            | Гризли с лососем. Надпись: «The Great Land» (с англ. — «Великая земля») |
| Гавайи            | 4 ноября 2008 (21 августа 1959)   | 517 600 000   | Четвертак Гавайев           | Статуя гавайского короля Камехамехи с контурами штата и девизом штата: «Ua Mau ke Ea o ka ʻĀina i ka Pono» (с гав. — «Суверенитет земли увековечивается в справедливости») |

### Округ Колумбия и территории США (2009)
| Штат                            | Дата выпуска     | Тираж       | Дизайн | Описание изображения |
| ------------------------------- | ---------------- | ----------- | ------ | --- |
| Округ Колумбия                  | 26 января 2009   | 172 400 000 |        | Портрет Дюка Эллингтона возле пианино. Надписи: «Duke Ellington», «Justice for All» (с англ. — «Правосудие для всех») — девиз округа Колумбия. |
| Пуэрто-Рико                     | 30 марта 2009    | 139 000 000 |        | Сторожевая будка в фортификационном сооружении Пуэрто-Рико и цветок гибискуса. Надпись: «Isla del Encanto» (с исп. — «Остров очарования») |
| Гуам                            | 26 мая 2009      | 87 600 000  |        | Контуры острова Гуам, плывущий проа и камень «Латте». Надпись: «Guahan Tano I Man Chamorro» (Гуам — земля Чаморро). |
| Американское Самоа              | 27 июля 2009     | 82 200 000  |        | Ритуальные предметы народов Полинезии: — Fue (символ мудрости) и To’oto’o (жезл власти) — отличительные знаки правителей Самоа; — чаша Tanoa. На заднем плане — кокосовые пальмы на берегу океана. Надпись — «Samoa, Muamua Le Atua» (с самоан. — «Первый после Бога»). |
| Американские Виргинские острова | 28 сентября 2009 | 82 000 000  |        | Справа — контуры трёх главных островов территории, слева — береговая линия, цветы Tecoma stans, птица банановый певун и пальмы Coccothrinax alta. Надпись: «United in Pride and Hope» (с англ. — «Объединённый в гордости и надежде») — официальный девиз территории.   |
| Северные Марианские острова     | 30 ноября 2009   | 72 800 000  |        | В центре монеты — на берегу океана стоит камень «Латте», сзади пальмы. По океану плывёт лодка «Проэ». Сверху пролетают две белых крачки. На переднем плане — ожерелье из цветов плюмерии.                                                                               |

## Схемы
|  |

| Цвет | Год  | 1-й штат       | 2-й штат          | 3-й штат       | 4-й штат           | 5-й штат                     | 6-й штат                 |
| ---- | ---- | -------------- | ----------------- | -------------- | ------------------ | ---------------------------- | ------------------------ |
|      | 1999 | Делавэр        | Пенсильвания      | Нью-Джерси     | Джорджия           | Коннектикут                  |                          |
|      | 2000 | Массачусетс    | Мэриленд          | Южная Каролина | Нью-Гэмпшир        | Виргиния                     |                          |
|      | 2001 | Нью-Йорк       | Северная Каролина | Род-Айленд     | Вермонт            | Кентукки                     |                          |
|      | 2002 | Теннесси       | Огайо             | Луизиана       | Индиана            | Миссисипи                    |                          |
|      | 2003 | Иллинойс       | Алабама           | Мэн            | Миссури            | Арканзас                     |                          |
|      | 2004 | Мичиган        | Флорида           | Техас          | Айова              | Висконсин                    |                          |
|      | 2005 | Калифорния     | Миннесота         | Орегон         | Канзас             | Западная Виргиния            |                          |
|      | 2006 | Невада         | Небраска          | Колорадо       | Северная Дакота    | Южная Дакота                 |                          |
|      | 2007 | Монтана        | Вашингтон         | Айдахо         | Вайоминг           | Юта                          |                          |
|      | 2008 | Оклахома       | Нью-Мексико       | Аризона        | Аляска             | Гавайи                       |                          |
|      | 2009 | Округ Колумбия | Пуэрто-Рико       | Гуам           | Американское Самоа | Американские Виргинские о-ва | Северные Марианские о-ва |